# Boylston (Nowy Jork)
Boylston – miasto w Stanach Zjednoczonych, w stanie Nowy Jork, w hrabstwie Oswego.